# Architecture (pièce de théâtre)
Pour les articles homonymes, voir Architecture (homonymie).
Architecture est une pièce de théâtre de Pascal Rambert créée en 2019. Elle est présentée en ouverture du Festival d'Avignon dans la cour d'honneur du Palais des papes et retransmise à la télévision,.

## Argument
L'histoire d'une famille à travers l'Europe et jusqu'à l'éclatement de la Première Guerre mondiale.

## Distribution (2019)
- Jacques Weber
- Emmanuelle Béart
- Audrey Bonnet
- Anne Brochet
- Marie-Sophie Ferdane
- Arthur Nauzyciel
- Stanislas Nordey
- Denis Podalydès
- Laurent Poitrenaux